# Mount Royal Range
Mount Royal Range – pasmo górskie w południowej części Wielkich Gór Wododziałowych w Australii, w stanie Nowa Południowa Walia. Jest wschodnim przedłużeniem pasma Liverpool Range, od którego odchodzi w okolicy miejscowości Scone. Znajduje się na północ od miasta Newcastle, między rzekami Hunter River i Manning River. Najwyższe szczyty to: Brumlow Tops (1586 m), Mount Barrington (1585 m) i Mount Polblue (1575 m).
Znajdują się tu parki narodowe: niewielki Mount Royal National Park w rejonie szczytu Mount Royal (1185 m) i duży Barrington Tops National Park. Parki te są częścią rezerwatu Gondwana Rainforests of Australia, wpisanego na listę światowego dziedzictwa UNESCO. Barrington Tops National Park, powstały w 1969 roku, położony jest między Mount Barrington na zachodzie, a Mount Royal na południowym wschodzie.
Pasmo pokrywają subtropikalne lasy deszczowe. Zamieszkują je m.in.: walabie bagienne, wombaty tasmańskie, pseudopałanki wędrowne, lirogony wspaniałe i nogale brunatne.
Pierwszymi Europejczykami, którzy dotarli w rejon pasma, byli poszukiwacze złota w XIX wieku.

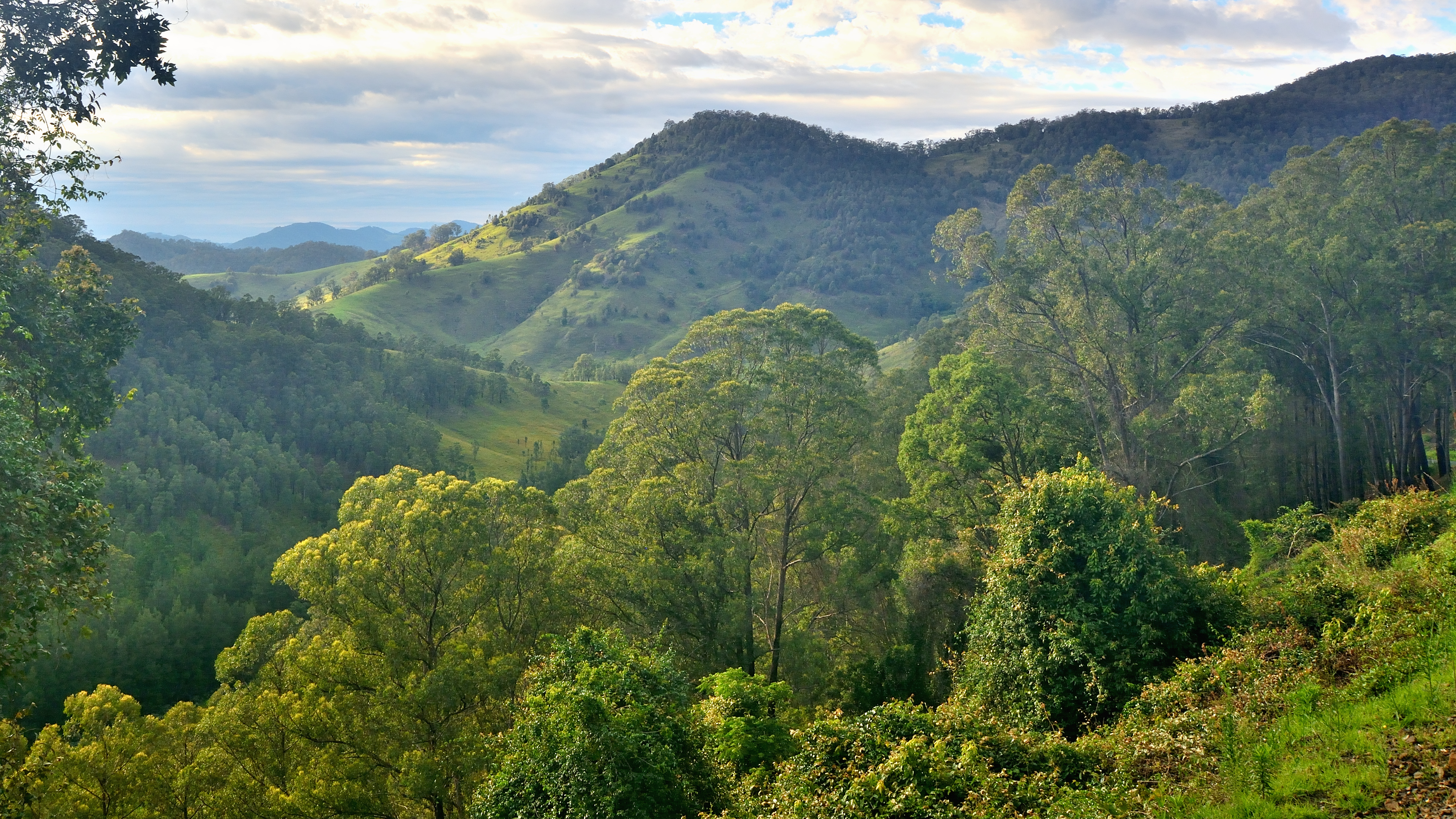
Widok na dolinę Hunter Valley